# Auerbach, Vogtland
Auerbach (phát âm tiếng Đức: [ˈaʊ̯ɐbaχ]) là một thị xã ở huyện huyện Vogtland, Đức. Đô thị này nằm ở bang tự do Sachsen, Đức. Đô thị Auerbach, Vogtland có diện tích 55,38 km², dân số thời điểm ngày 31 tháng 12 năm 2006 là 20.890 người. Công nghiệp ở đây có ngành dệt và ngành máy móc.
Các công trình nổi bật có các tháp chuông của nhà thờ St. Laurentius, tháp của lâu đài.

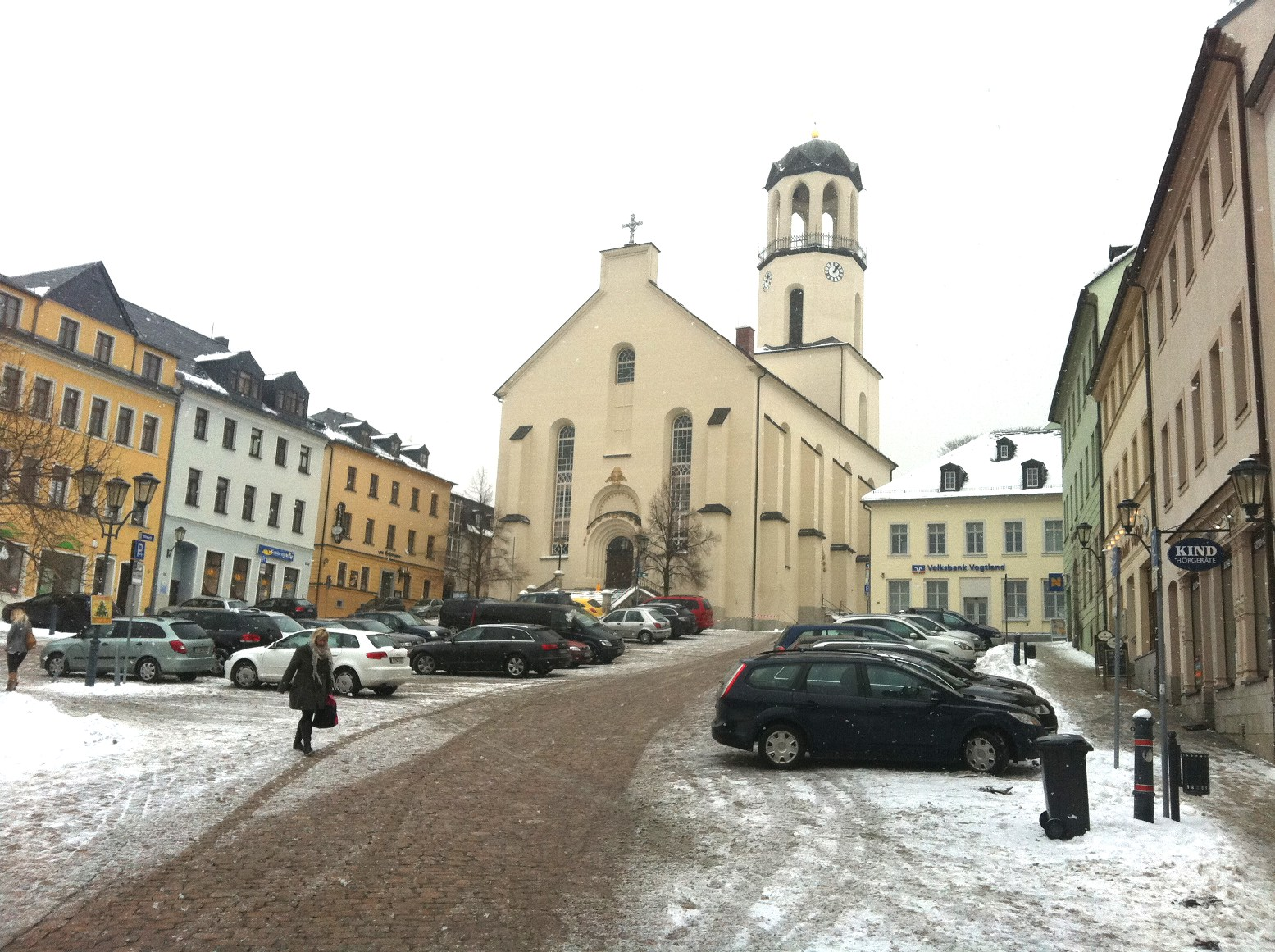
Auerbach